# Tanaecia djataca
Tanaecia djataca är en fjärilsart som beskrevs av Hans Fruhstorfer 1913. Tanaecia djataca ingår i släktet Tanaecia och familjen praktfjärilar. Inga underarter finns listade i Catalogue of Life.